# Scuola pneumatica
La scuola pneumatica nasce nel I secolo a.C. dall'incontro tra le teorie mediche di Ippocrate e la filosofia stoica. Del suo fondatore, Ateneo di Attalia, abbiamo purtroppo pochissime testimonianze dirette, mentre più confortante è la tradizione legata ad alcuni suoi successori, dei quali abbiamo a disposizione opere e frammenti decisamente ampi ed esaustivi.

## Le fonti antiche
Il termine "Scuola Pneumatica" traduce l'espressione greca αίρησις πνευματική (hairesis pneumatikè) impiegata insieme ad altre dal medico Galeno, vissuto nel II secolo d.C., per designare i discepoli e i continuatori del gruppo fondato da Ateneo di Attalia, un discepolo del filosofo stoico Posidonio di Apamea. Galeno parla poi nello specifico della dottrina basilare di Ateneo in un opuscoletto il cui originale greco è andato perduto, ma è sopravvissuto in una traduzione araba a sua volta ritradotta in latino da uno studioso del XVI secolo col titolo De causis contentivis (Sulle cause coesive). Dell'opera di Ateneo di Attalia non ci è giunto nulla per tradizione diretta, mentre alcuni accenni alle sue teorie, oltre allo scritto galenico testé citato, si trovano nei libri di Oribasio, il medico personale dell'imperatore Costantino. Una sorte sostanzialmente simile è toccata al primo discepolo di Ateneo, Agatino di Sparta, mentre di Areteo di Cappadocia, vissuto presumibilmente nella prima metà del I secolo d.C., abbiamo un'opera intera, dedicata allo studio delle cause e dei rimedi per le malattie acute e croniche..
Corposi poi sono i frammenti di opere dei medici vissuti all'incirca all'epoca di Areteo (come Erodoto), o nelle generazioni immediatamente successive (Archigene, Antillo). Possiamo dire che questo indirizzo medico esaurisce la sua spinta originale verso la fine del I secolo d.C., per andare a contaminarsi con le teorie di altre scuole, la qual cosa non è peraltro infrequente nella medicina antica, le cui principali "sette" differiscono più esteriormente in alcuni principi di base per poi convergere ampiamente sia nella sintomatologia che nella terapia delle diverse affezioni. Va infine osservato che, testimonianze di Galeno a parte, non pare che la Scuola Pneumatica abbia riscosso un successo tale da distinguerla nel novero delle altre: l'ipotesi più probabile è che essa sia stata ritenuta spesso niente più che un sottoinsieme dell'ippocratismo e non un fenomeno originale.

## La teoria del pneuma coesivo
Caratteristica di questa scuola è il fatto di basarsi su una piattaforma teorica assolutamente fedele ai principi della medicina ippocratica (le cui origini si collocano nel V secolo a.C.), implementandola con alcuni elementi di fisiologia elaborati dalla filosofia stoica.
Alla base della medicina di Ippocrate sta la teoria degli umori. Nel nostro corpo sono presenti quattro fluidi: sangue (caldo e umido), flegma (freddo e umido), bile nera (fredda e secca), bile gialla (calda e secca). La salute dell'uomo dipende dall'equilibrio di queste quattro sostanze, poiché, ove una di esse si infiammi o in qualche modo cresca eccessivamente all'interno dei nostri organi, noi possiamo cadere vittima delle diverse malattie. La Scuola Pneumatica parte da questi principi, ma li rivede alla luce delle dottrine filosofiche stoiche.
La filosofia stoica si incentra sul principio che tutto l'universo è di fatto costituito da un'unica sostanza chiamata pneuma, ovvero "soffio" di fuoco (o meglio di aria e fuoco), che è in grado di trasformarsi per creare tutto ciò che esiste in natura, compreso evidentemente il genere umano. Il pneuma stoico, che di base è caldo e secco, può infatti generare in sé anche le qualità opposte di freddezza e umidità, in modo così da produrre i quattro elementi (fuoco, aria, acqua e terra) da cui deriva tutto il cosmo. Anche il corpo umano, quindi, è pneuma che si articola su più livelli: uno materiale, ovvero pneuma più solido, che si concretizza nelle ossa, nei muscoli, negli organi vitali e, appunto, nei quattro umori nati dalla combinazione delle quattro qualità elementari; l'altro spirituale, ma in un senso materialistico, poiché per gli stoici l'anima non è un principio metafisico diverso dalla materia, ma è essa stessa pneuma materiale, solamente più leggero e rarefatto, che scorre in tutto il corpo e lo vivifica, oltre a consentirci le operazioni mentali ed emotive legate alla razionalità e ai sentimenti.
La medicina Pneumatica parte da questi presupposti e li sviluppa nel seguente modo: la funzione primaria del pneuma è quella coesiva, il fatto cioè di tenere letteralmente assieme le parti del nostro corpo scorrendo in ogni punto di esso attraverso le arterie, i nervi, le ossa, le cartilagini, ecc. Il pneuma coesivo è inoltre responsabile dell'equilibrio dei nostri umori, nel senso che funge da elemento bilanciatore delle qualità elementari (caldo, freddo, ecc.) di cui egli stesso è portatore, essendo affine al grande pneuma cosmico che dà vita a tutte le cose. Uno pneuma in salute, quindi, corrisponde alla salute degli umori.
Come nella scuola ippocratica, così anche in quella Pneumatica la malattia si verifica in presenza di uno squilibrio, però con una differenza fondamentale. Secondo Ateneo, infatti, noi ci ammaliamo a seguito di una precisa scansione di eventi: è anzitutto necessario che il nostro corpo sia interessato da un evento potenzialmente dannoso, come un colpo di calore, oppure uno di freddo, oppure il contatto prolungato con l'umidità ecc., e in questo caso il Pneumatismo parla di "causa procatartica"; potrebbe però, in associazione o meno con questa, verificarsi un altro fenomeno, stavolta interno al corpo, ovvero l'infiammazione di uno degli organi vitali (fegato, stomaco, ecc.), oppure l'infiammazione o improvvisa sovrabbondanza di uno degli umori, e il Pneumatismo parla di "causa antecedente". Nell'uno e nell'altro caso, si può dire che una o più zone del nostro corpo hanno perso l'equilibrio elementare, nel senso che in esse è presente un eccesso di caldo o freddo o secco o umido. Non si può però parlare ancora di malattia in atto, poiché è questo punto che entra in gioco il pneuma coesivo: esso, scorrendo ovunque nel nostro corpo, incontra ad un certo punto la zona alterata. Se l'alterazione è di piccola entità, il potere di riequilibrio del pneuma riporterà la situazione alla normalità; se però lo squilibrio elementare è già avanzato, succede che il pneuma "prenderà su di sé" l'alterazione medesima, manifestando pure lui l'eccesso di caldo o freddo, ecc., ma soprattutto trasmettendolo a tutto il resto del corpo. È da questo momento che la malattia è conclamata: disturbi epatici, respiratori, digestivi, melancolici, oppure affezioni come l'idropisia o la frenite non sono considerati tali solo perché si manifestano in una zona del nostro corpo, ma perché dalla zona o dall'organo in cui essi trovano origine vanno a disturbare l'armonia e la salute di tutto l'individuo. Bisogna quindi che sia anzitutto il pneuma coesivo ad "ammalarsi" e allora si potrà parlare di gastrite o febbre: l'aumento della temperatura corporea, per esempio, sarà dovuto al riscaldamento del pneuma che a sua volta influenzerà la pressione sanguigna, la secrezione del sudore, l'insorgenza dei brividi, ecc.

## Gli sviluppi di Areteo di Cappadocia
Per approfondire ulteriormente le caratteristiche del pneumatismo, bisogna rivolgersi ad Areteo di Cappadocia, sia per la cospicuità della fonte che egli rappresenta, sia perché vive in un'epoca in cui la scuola di Ateneo non si è ancora eccessivamente mischiata con altre. Le più recenti proposte interpretative collocano il periodo di fioritura di costui in età imperiale (anni 40-60 del I secolo d. C. circa), nonostante in passato si sia dubitato molto di poter stabilire dei termini biografici certi. In alcuni casi si è anche contestata l'appartenenza di Areteo alla Scuola Pneumatica, anche se per sostenere ciò sarebbe necessario disporre dell'opera completa di Ateneo per effettuare gli opportuni confronti; in assenza di essa si può però verificare che Areteo sia influenzato oltre che dall'ippocratismo anche dallo stoicismo (e quindi dalla medicina stoica) prendendo in considerazione i passi dell'opera in cui il termine pneuma è inequivocabilmente declinato alla maniera degli stoici e quelli in cui si fa riferimento al tonos, ovvero alla giusta tensione della nostra energia vitale come presupposto imprescindibile per la salute, altro concetto tipicamente stoico.
 Questo medico analizza le malattie acute e croniche con una capacità descrittiva notevole e un indiscutibile talento per la classificazione, entro una prospettiva che, adoperando termini moderni, sarebbe quella di un esperto anatomopatologo. Di ogni affezione si spiegano natura, origini, sintomi e, nel caso delle malattie acute, anche le terapie. Non sempre viene citato il ruolo attivo del pneuma, ma si può ritenere che, anche dove esso non sia chiamato espressamente in causa, la sua azione vada sottintesa, dal momento che esso scorre in tutto il corpo.
Il legame con la medicina stoica da parte di Areteo può dedursi da alcuni elementi nella descrizione di certe malattie: a proposito della frenite, leggiamo che essa si verifica allorché il pneuma, da secco e sottile, diventa umido e spesso; quando si è ammalati di colite, esso è diventato freddo. Anche là dove, invece che di pneuma, si parla di energia vitale, si impiegano termini di matrice stoica (zotikè dynamis/ zoès dynamys) e si dice, nel caso della sincope, che questo disturbo deriva da uno "scioglimento" di tale forza, alludendo al calo di tensione del pneuma, mentre la febbre acuta può condurre alla morte se la forza vitale "evapora", un'immagine per nulla metaforica se si pensa alla natura del pneuma stoico.
Un caso interessante di malattie è costituito dalla coppia bipolare dei disturbi somatopsichici chiamati mania e melancholia, ovvero la pazzia furiosa e la depressione rabbiosa, legate rispettivamente alla disfunzione della bile gialla e di quella nera. La medicina precedente già si era occupata di sindromi biliari, ma è con Areteo che si assiste alla loro sistematizzazione. La descrizione di queste malattie poggia sui presupposti stoici che l'anima e il corpo non sono due sostanze tra sé differenti, ma aspetti della medesima sostanza cosmica (il pneuma) distinti solo da un diverso grado di densità. Ciò significa che per uno stoico è molto facile spiegare come mai un disturbo fisico possa avere ripercussioni anche gravi sull'umore o viceversa degli stati emotivi di forte abbattimento o di sfrenata euforia producano effetti sulla salute del corpo: si tratta di  fatto della medesima sostanza che si ammala e quindi l'interazione corpo-anima è un fenomeno pressoché inevitabile.
A proposito della coppia mania-melancholia, Areteo osserva che i disturbi sono tra loro correlati, poiché un melancolico può improvvisamente essere colto da accessi di mania, e così un maniaco può cadere in un improvviso stato di prostrazione quando l'attacco del male si è esaurito. Tra questi disturbi c'è quindi un rapporto che la psichiatria moderna chiamerebbe di ciclotimia, in questo caso perfettamente biunivoca, poiché partendo da uno dei due si può finire colpiti anche dal suo opposto. Si deve del resto considerare che la bile nera per gli antichi è fredda e secca, quella gialla calda e secca: la qualità in comune del secco rende plausibile che il pneuma, quando è attaccato dalla malattia di uno dei due umori, possa transitare disordinatamente da una condizione di freddo a una di caldo, mantenendo ferma quella del secco, favorendo quindi il passaggio dalla manifestazione dei disturbi maniacali a quella dei disturbi melancolici. 
La melancholia può essere causata o da uno sversamento eccessivo nel sangue della bile nera o da una forte tristezza, che equivale alla bile nera e in un certo senso ne attiva il processo patologico; la mania deriva da un'infiammazione della bile gialla o da un forte accesso d'ira; i melancolici odiano la luce, il contatto con le persone, non dormono, non mangiano, sono tristi e afflitti; i maniaci si muovono senza ragione e senza una direzione precisa, urlano, piangono, picchiano chi sta loro intorno e fanno a pezzi i loro stessi vestiti. Entrambe le tipologie di disturbo prevedono, al loro culmine, l'insorgenza di fenomeni allucinatori.

## Gli altri esponenti della scuola e la posizione di Seneca
Dopo Areteo la Scuola Pneumatica va gradualmente confondendosi fino a non potersi più distinguere, in termini di diagnosi e cura delle malattie, con precisione dalle altre. Resta comunque possibile isolare alcuni elementi di persistenza presso medici che ci sono documentati con discreta abbondanza di elementi. Archigene di Apamea, citato presso il medico tardo-antico Aezio di Amida, descrive le sindromi biliari in modo molto vicino ad Areteo; Antillo (contemporaneo di Galeno) prescrive una serie di esercizi fisici e respiratori volti a consolidare la tonicità del corpo e del pneuma, inteso sia come respiro che come energia vitale. Erodoto, vissuto all'incirca una generazione prima, studia gli effetti tonificanti delle acque curative, prescrive viaggi terapeutici i cui scossoni curano i sintomi della febbre.
Ci sono poi molti elementi che inducono a credere che questa scuola medica influenza alcuni aspetti del pensiero di Seneca, il filosofo stoico vissuto a Roma nel I sec. d.C., un'epoca quindi in cui certamente egli sarà venuto a contatto, se non con gli esponenti, certo con le opere del Pneumatismo. Egli non cita mai espressamente la scuola di Areteo in nessuna delle opere a noi giunte, ma lascia intravedere la loro conoscenza: egli infatti impiega spesso il termine spiritus come traduzione del greco pneuma nel senso di energia vitale; nelle sue descrizioni delle alterazioni del globo terrestre compaiono similitudini col corpo umano e con le sue malattie che sono accomunate proprio dalla disfunzione dello spiritus e dalle sue ripercussioni da una singola parte a tutto l'insieme; i celeberrimi ritratti degli iracondi che punteggiano le pagine del trattato De ira mostrano dettagli del tutto sovrapponibili ai sintomi delle sindromi maniaco-melancoliche, non ultimo il  fatto che il volto dell'iracondo si deforma e si arrossa per effetto di calor ac spiritus, un'endiadi che traduce il greco pneuma; egli ritiene che la salute psicofisica, e quindi l'immunità all'ira, derivi da una giusta proporzione delle qualità di caldo e umido, che è un tratto specifico delle dottrine Pneumatiche; infine, anche per lui l'ira può derivare tanto da cause fisiche che psicologiche, e la melancolia può curarsi sia con rimedi di natura medica che filosofica, trattandosi di un male che investe il corpo e l'anima secondo il canale biunivoco esplicitato da Areteo.
Tali conoscenze mediche transitano poi in alcune delle tragedie senecane, nelle quali sovente i personaggi sono colti da accessi di pazzia incostante e sospesa tra gli estremi della depressione e della ferocia. Gli esempi più eclatanti sono quelli di Fedra e Medea nelle rispettive tragedie: Fedra, moglie di Teseo innamoratasi del figliastro Ippolito, soggiace ai turbamenti della perversione del desiderio amoroso, mentre Medea, sposa ripudiata da Giasone, è accecata dal desiderio di vendetta e arriva a uccidere i figli avuti da lui; entrambe le eroine mostrano un decorso di decadimento psico-fisico caratterizzato da tutti i segni della bipolarità: riso e pianto, mancanza di sonno e di appetito, agitazione e spossatezza, desiderio di omicidio o suicidio e improvvisi ripensamenti, arrossamenti del volto, sguardo fisso oppure iniettato di sangue, ecc. Fedra pronuncia poi una battuta significativa, allorché, nel confessare il suo amore proibito a Ippolito, dice esplicitamente che un 'vapore' amoroso incendia il suo cuore malato, e l'idea vapore rimanda al pneuma e alle sue alterazioni patologiche. Seneca in tal modo dimostra che le passioni negative di cui l'umanità può cadere vittima sono elementi che sconvolgono l'individuo a tutti i livelli. Ciò è conseguenza diretta dell'idea tipica della medicina stoica (in questo piuttosto simile al moderno olismo) che le malattie e le relative cure devono tener conto di tutti gli aspetti dell'uomo.